# Юнацький чемпіонат Європи з футболу (U-19) 2005
Чемпіонат Європи з футболу серед юнаків віком до 19 років 2005 року — пройшов у Швейцарії з 18 по 29 липня. Переможцем стала збірна Франції, яка у фіналі перемогла збірну Англії із рахунком 3:1.

## Міста та стадіони
| Місто     | Стадіон                | Клуб-господар     | Місткість |
| --------- | ---------------------- | ----------------- | --------- |
| Белфаст   | «Віндзор Парк»         | Лінфілд           | 18,000    |
| Белфаст   | «Овал»                 | Гленторан         | 15,250    |
| Ньюрі     | «Шоуграундс»           | Ньюрі Сіті        | 6,500     |
| Лурган    | «Морнев'ю Парк»        | Гленавон          | 5,000     |
| Балліміна | «Балліміна Шоуграундс» | Балліміна Юнайтед | 5,000     |

## Кваліфікація
1. Юнацький чемпіонат Європи з футболу (U-19) 2005 (кваліфікаційний раунд)
2. Юнацький чемпіонат Європи з футболу (U-19) 2005 (елітний раунд)

## Учасники
- Вірменія
- Англія
- Франція
- Німеччина
- Греція
- Північна Ірландія (господарі)
- Норвегія
- Сербія та Чорногорія

## Судді
- Альберто Ундіано Мальєнко
- Віктор Кашшаї
- Маттео Трефолоні
- Пітер Вінк
- Дуарте Гоміш
- Дамир Скомина

## Груповий етап

### Група А
| Збірна               | І | В | Н | П | ГЗ | ГП | РГ | О |
| -------------------- | - | - | - | - | -- | -- | -- | - |
| Сербія та Чорногорія | 3 | 3 | 0 | 0 | 8  | 2  | +6 | 9 |
| Німеччина            | 3 | 2 | 0 | 1 | 7  | 5  | +2 | 6 |
| Греція               | 3 | 1 | 0 | 2 | 1  | 6  | –5 | 3 |
| Північна Ірландія    | 3 | 0 | 0 | 3 | 1  | 4  | –3 | 0 |

| 18 липня 2005 19:00 UTC+1 |

| Сербія та Чорногорія                              | 4 – 2    | Німеччина                    |
| ------------------------------------------------- | -------- | ---------------------------- |
| Веселінович 57', 59' Маринкович 75' Марковскі 93' | Протокол | Полянський 37' Кучукович 51' |

| «Шоуграундс», Ньюрі Арбітр: Альберто Ундіано Мальєнко (Іспанія) |

| 18 липня 2005 19:30 UTC+1 |

| Північна Ірландія | 0 – 1    | Греція         |
| ----------------- | -------- | -------------- |
|                   | Протокол | Петропулос 15' |

| «Віндзор Парк», Белфаст Арбітр: Віктор Кашшаї (Угорщина) |

| 20 липня 2005 17:00 UTC+1 |

| Греція | 0 – 3    | Німеччина                             |
| ------ | -------- | ------------------------------------- |
|        | Протокол | Мюллер 16' Полянський 43' Боатенг 47' |

| «Морнев'ю Парк», Лурган Арбітр: Дамир Скомина (Словенія) |

| 20 липня 2005 19:00 UTC+1 |

| Північна Ірландія | 0 – 1    | Сербія та Чорногорія |
| ----------------- | -------- | -------------------- |
|                   | Протокол | Веселінович 78'      |

| «Шоуграундс», Ньюрі Арбітр: Пітер Вінк (Нідерланди) |

| 23 липня 2005 17:00 UTC+1 |

| Німеччина                  | 2 – 1    | Північна Ірландія |
| -------------------------- | -------- | ----------------- |
| Штайнгефер 85' Епштейн 89' | Протокол | Стюарт 91'        |

| «Овал», Белфаст Арбітр: Маттео Трефолоні (Італія) |

| 23 липня 2005 17:00 UTC+1 |

| Греція | 0 – 3    | Сербія та Чорногорія                      |
| ------ | -------- | ----------------------------------------- |
|        | Протокол | Веселінович 4' (пен.), 43' Арсеньєвич 16' |

| «Балліміна Шоуграундс», Балліміна Арбітр: Дуарте Гомеш (Португалія) |

### Група В
| Збірна   | І | В | Н | П | ГЗ | ГП | РГ | О |
| -------- | - | - | - | - | -- | -- | -- | - |
| Франція  | 3 | 2 | 1 | 0 | 5  | 2  | +3 | 7 |
| Англія   | 3 | 1 | 2 | 0 | 5  | 4  | +1 | 5 |
| Норвегія | 3 | 1 | 0 | 2 | 5  | 6  | –1 | 3 |
| Вірменія | 3 | 0 | 1 | 2 | 1  | 4  | –3 | 1 |

| 18 липня 2005 17:00 UTC+1 |

| Франція    | 1 – 1    | Англія     |
| ---------- | -------- | ---------- |
| Бальде 19' | Протокол | Фрайатт 9' |

| «Овал», Белфаст Арбітр: Маттео Трефолоні (Італія) |

| 18 липня 2005 19:00 UTC+1 |

| Норвегія            | 2 – 0    | Вірменія |
| ------------------- | -------- | -------- |
| Аудіа 21' Нісйя 69' | Протокол |          |

| «Морнев'ю Парк», Лурган Арбітр: Дамир Скомина (Словенія) |

| 20 липня 2005 19:00 UTC+1 |

| Вірменія  | 1 – 1    | Англія              |
| --------- | -------- | ------------------- |
| Ломбе 87' | Протокол | Петросян 72' (авт.) |

| «Балліміна Шоуграундс», Балліміна Арбітр: Віктор Кашшаї (Угорщина) |

| 20 липня 2005 20:00 UTC+1 |

| Норвегія   | 1 – 3    | Франція                            |
| ---------- | -------- | ---------------------------------- |
| Ларсен 57' | Протокол | Гуркюф 16' (пен.), 29', 83' (пен.) |

| «Віндзор Парк», Белфаст Арбітр: Дуарте Гомеш (Португалія) |

| 23 липня 2005 19:00 UTC+1 |

| Вірменія | 0 – 1    | Франція    |
| -------- | -------- | ---------- |
|          | Протокол | Камбон 31' |

| «Морнев'ю Парк», Лурган Арбітр: Пітер Вінк (Нідерланди) |

| 23 липня 2005 19:00 UTC+1 |

| Англія                          | 3 – 2    | Норвегія              |
| ------------------------------- | -------- | --------------------- |
| Міллс 3' Блексток 80' Вітер 83' | Протокол | Аудіа 23' Ганссен 79' |

| «Шоуграундс», Ньюрі Арбітр: Альберто Ундіано Мальєнко (Іспанія) |

## Півфінали
| 26 липня 2005 16:30 UTC+1 |

| Сербія та Чорногорія | 1 – 3    | Англія                |
| -------------------- | -------- | --------------------- |
| Маринкович 87'       | Протокол | Фрайатт 18', 81', 93' |

| «Морнев'ю Парк», Лурган Арбітр: Віктор Кашшаї (Угорщина) |

| 26 липня 2005 19:30 UTC+1 |

| Франція                   | 3 – 2    | Німеччина               |
| ------------------------- | -------- | ----------------------- |
| Бальде 34', 58' Кабай 63' | Протокол | Епштейн 40' Боатенг 86' |

| «Балліміна Шоуграундс», Балліміна Арбітр: Альберто Ундіано Мальєнко (Іспанія) |

## Фінал
| 29 липня 2005 19:00 UTC+1 |

| Англія    | 1 – 3    | Франція                           |
| --------- | -------- | --------------------------------- |
| Голмс 41' | Протокол | Шакурі 56' Бальде 75' Гуффран 88' |

| «Віндзор Парк», Белфаст Глядачів: 5,000 Арбітр: Пітер Вінк (Нідерланди) |

| Чемпіон Європи 2005 |
| ------------------- |
| Франція 6-й титул   |